# 相沢郁
相沢 郁（あいざわ いくお、1959年6月19日 - ）は日本中央競馬会 (JRA) 美浦トレーニングセンター所属の調教師。
主な管理馬に1999年の優駿牝馬（オークス）優勝馬ウメノファイバーなどがいる。

## 経歴
1959年、北海道に生まれる。麻布大学獣医学部在籍時代に牧場でアルバイトをしてから競走馬に惹かれるようになり、当初は日本中央競馬会の獣医師を志していた。北海道の白井牧場に入り、牧場を回りながら獣医師としての研修を詰んだが、現役の競走馬に携わりたいとの思いを強くして目標を調教師に改め、競馬学校を経て美浦トレーニングセンターの前田禎厩舎に調教助手として入った。「40歳までに調教師免許を取得」という目標を自らに課し、果たせなかった場合は獣医師資格を活かして開業医になろうと考えていたという。
1997年、38歳で調教師免許を取得し、翌1998年に厩舎を開業した。初年度からウメノファイバーが京王杯3歳ステークスを制し調教師として重賞初勝利を挙げると、翌1999年には同馬がオークスを制し、GI競走初制覇も果たした。同時期には抽せん馬ながら重賞4勝を挙げたジョウテンブレーヴも手がけている。
2010年には、2005年にスプリングステークスを制していたダンスインザモアが福島記念を制し、5年8カ月というJRA史上最長間隔での複数重賞勝利記録を樹立。
2012年には年間で29勝を挙げ、関東の優秀調教師賞を初受賞した。
2014年12月14日、中山10レースの美浦ステークスでマイネルミラノが1着になり、JRA通算300勝を達成する。
2019年2月25日に中山9Rで勝利し通算400勝を達成した。
2024年8月18日、新潟1Rでミラーダカリエンテが1着となり、7390戦目で現役27人目となるJRA通算500勝を達成。またミラーダカリエンテに騎乗していた厩舎に所属する石川裕紀人もJRA通算300勝目であり、師弟でのメモリアルVとなった。

## 調教師成績
|            | 日付           | 競馬場・開催  | レース名     | 出走馬           | 頭数 | 人気 | 着順 |
| ---------- | -------------- | ------------- | ------------ | ---------------- | ---- | ---- | ---- |
| 初出走     | 1998年03月07日 | 2回中山3日01R | 4歳未勝利    | アカバラジョウ   | 16   | 15   | 14   |
| 初勝利     | 1998年05月17日 | 1回新潟6日12R | 5歳上500万下 | ベルグエイシ     | 13   | 3    | 1    |
| 重賞初出走 | 1998年08月02日 | 2回函館8日11R | 函館3歳S     | ウメノファイバー | 16   | 15   | 4    |
| 重賞初勝利 | 1998年11月14日 | 5回東京3日11R | 京王杯3歳S   | ウメノファイバー | 9    | 6    | 1    |
| GI級初出走 | 1998年12月06日 | 6回阪神2日11R | 阪神3歳牝馬S | ウメノファイバー | 13   | 8    | 6    |
| GI級初勝利 | 1999年05月30日 | 3回東京4日11R | 優駿牝馬     | ウメノファイバー | 18   | 7    | 1    |

### 主な管理馬
※括弧内は相沢管理下における優勝重賞競走。太字はGI級競走。
- ウメノファイバー（1998年京王杯3歳ステークス、1999年クイーンカップ、優駿牝馬）
- マイネルコンドル（1999年札幌3歳ステークス）
- ジョウテンブレーヴ（1999年東京スポーツ杯3歳ステークス、2000年京阪杯、2001年マイラーズカップ、2002年エプソムカップ）
- ダンスインザモア（2005年スプリングステークス、2010年福島記念）
- クリールパッション（2010年エルムステークス）
- アイスフォーリス (2012年優駿牝馬3着)
- グランドシチー（2013年マーチステークス）
- ヴェルデグリーン（2013年オールカマー、2014年アメリカジョッキークラブカップ）
- クリールカイザー（2015年アメリカジョッキークラブカップ[7]）
- マイネルミラノ （2016年函館記念）
- エメラルファイト （2019年スプリングステークス）
- ブラックホール （2019年札幌2歳ステークス）
- ライラック （2022年フェアリーステークス）
- グリューネグリーン（2022年京都2歳ステークス）[8]

### 受賞
- 優秀調教師賞（関東）（2012年）

## 主な厩舎所属者
※太字は門下生。括弧内は厩舎所属期間と所属中の職分。
- 松岡正海（2005年-2013年 騎手)
- 斎藤誠（2005年-2006年 調教助手）
- 石川裕紀人（2014年-現在 騎手）
- 横山琉人 (2021年-現在 騎手)